# Кормишин, Владислав Владимирович
Владислав Владимирович Кормишин (род. 18 августа 1995, Кострома) — российский футболист, нападающий.

## Биография
Начинал играть в футбол в Костроме, после турнира ПФЛ был на просмотре в московском «Динамо», затем перешёл в «Чертаново», где занимался с 12 лет в течение пяти лет. В 2013 году принял предложение московского «Спартака», в молодёжном первенстве 2013/14 сыграл 14 матчей, а за основную команду не играл ни разу. Вторую половину сезона 2014/15 провёл в аренде в клубе ПФЛ «Нефтехимик» Нижнекамск. Сыграл в мае четыре матча — в двух выходил в конце матча, в одном — после перерыва; в последнем — против «Носты» (1:1) — отыграл весь матч, сравнял счёт на 72-й минуте. Играл за команды первенства ПФЛ «Сибирь-2» Новосибирск (2015/16), «Арсенал-2» Тула (2016/17), «Академия футбола имени В. Понедельника» Ростов-на-Дону (2017/18, 2018), «Салют» Белгород (2018).
В феврале 2019 года перешёл в клуб третьей турецкой лиги (D4) «Модафен» Стамбул. До конца сезона сыграл 9 матчей, забил четыре гола. С командой выиграл регулярный чемпионат и поднялся на дивизион выше, но в связи с ужесточением лимита на легионеров в Турции покинул команду.
Затем играл за клуб первой лиги Латвии «Локомотив» Даугавпилс. По итогам сезона, уже после отъезда Кормишина в связи с коронавирусной паузой в чемпионате, клуб поднялся в высший дивизион Латвии.
Перед сезоном 2020/21 перешёл в клуб ПФЛ «Биолог-Новокубанск» — 11 игр, пять голов. С конца марта 2021 года — в команде чемпионата Мальдив «Клаб Иглс» Мале. В первом же матче против «Супер Юнайтед Спортс» в гостях (2:1) в начале игры забил два гола. Дальнейшему развитию карьеры в клубе помешала пандемия. С июля по август 2021 года был в казахстанском «Кыране». С сентября по ноябрь — игрок петербургского «Динамо».
С марта по май 2022 года играл за клуб из Высшей лиги Киргизии «Нур-Баткен».
В 2022 году перешёл в клуб «Кийову Спортс» из Руанды, став первым россиянином и вторым европейцем в местном чемпионате. С клубом Кормишин выиграл Кубок Руанды.